# Carcano
Carcano este un nume utilizat frecvent pentru o serie de puști cu repetiție italiene, introduse pentru prima oară în 1891, de către Salvatore Carcano și produse între 1892 și 1945. Această pușcă este faimoasă în special pentru faptul că un exemplar a fost utilizat de Lee Harvey Oswald pentru a-l asasina pe președintele american John F. Kennedy.

## Utilizatori
- Albania
- Arabia Saudită
- Austro-Ungaria
- Bulgaria
- Croația
- Egipt
- Etiopia
- Finlanda
- Iran
- Italia
- Iugoslavia
- Germania
- Germania
- Libia
- Japonia
- Malta
- România
- Somalia de 3000008 persoane
- Taiwan